# U-128 (tàu ngầm Đức) (1941)
U-128  là một tàu ngầm tấn công  Lớp Type IX thuộc phân lớp Type IXC được Hải quân Đức Quốc Xã chế tạo trong Chiến tranh Thế giới thứ hai. Nhập biên chế năm 1941, nó đã thực hiện được sáu chuyến tuần tra, đánh chìm được mười hai tàu buôn với tổng tải trọng 83.639 GRT. Trong chuyến tuần tra cuối cùng, U-128 bị mìn sâu thả từ hai thủy phi cơ PBM Mariner và hải pháo từ các tàu khu trục Hoa Kỳ USS Jouett và USS Moffett đánh chìm về phía Nam Recife, Brazil vào ngày 17 tháng 5, 1943.

## Thiết kế và chế tạo

### Thiết kế
Thiết kế của tàu ngầm Type IXC có kích thước hơi nhỉnh hơn so với phân lớp Type IXB dẫn trước. Chúng có trọng lượng choán nước 1.120 t (1.100 tấn Anh) khi nổi và 1.232 t (1.213 tấn Anh) khi lặn. Con tàu có chiều dài chung 76,76 m (251 ft 10 in), lớp vỏ trong chịu áp lực dài 58,75 m (192 ft 9 in), mạn tàu rộng 6,76 m (22 ft 2 in), chiều cao 9,60 m (31 ft 6 in) và mớn nước 4,70 m (15 ft 5 in).
Chúng trang bị hai động cơ diesel MAN M 9 V 40/46 siêu tăng áp 9-xy lanh 4 thì, tổng công suất 4.400 PS (3.200 kW; 4.300 bhp), dẫn động hai trục chân vịt đường kính 1,92 m (6,3 ft), cho phép đạt tốc độ tối đa 18,3 kn (33,9 km/h), và tầm hoạt động tối đa 13.450 nmi (24.910 km) khi đi tốc độ đường trường 10 kn (19 km/h). Khi đi ngầm dưới nước, chúng sử dụng hai động cơ/máy phát điện Siemens-Schuckert 2 GU 345/34 tổng công suất 1.000 PS (740 kW; 990 shp). Tốc độ tối đa khi lặn là 7,3 kn (13,5 km/h), và tầm hoạt động 63 nmi (117 km) ở tốc độ 4 kn (7,4 km/h). Con tàu có khả năng lặn sâu đến 230 m (750 ft).
Vũ khí trang bị có sáu ống phóng ngư lôi 53,3 cm (21 in), bao gồm bốn ống trước mũi và hai ống phía đuôi, và mang theo tổng cộng 22 quả ngư lôi 53,3 cm (21 in). Tàu ngầm Type IX trang bị một hải pháo 10,5 cm (4,1 in) SK C/32 với 110 quả đạn, một pháo phòng không 3,7 cm (1,5 in) SK C/30 và hai pháo phòng không 2 cm (0,79 in) C/30. Thủy thủ đoàn bao gồm 4 sĩ quan và 44 thủy thủ.

### Chế tạo
U-128 được đặt hàng vào ngày 7 tháng 8, 1939, và được đặt lườn tại xưởng tàu AG Weser của hãng DeSchiMAG ở Bremen vào ngày 10 tháng 7, 1940. Nó được hạ thủy vào ngày 20 tháng 2, 1941, và nhập biên chế cùng Hải quân Đức Quốc Xã vào ngày 12 tháng 5, 1941 dưới quyền chỉ huy của Hạm trưởng, Đại úy Hải quân Ulrich Heyse.

## Lịch sử hoạt động

### 1941
Sau khi hoàn tất việc huấn luyện trong thành phần Chi hạm đội U-boat 2, U-128 tiếp tục phục vụ cùng đơn vị này để hoạt động trên tuyến đầu cho đến khi nó bị mất.

#### Chuyến tuần tra thứ nhất
Sau khi di chuyển từ cảng Kiel, Đức đến cảng Kristiansand, Na Uy vào đầu tháng 12, 1941, U-128 khởi hành từ đây vào ngày 11 tháng 12 cho chuyến tuần tra đầu tiên trong chiến tranh. Nó tiến ra Bắc Hải, rồi băng qua khe GI-UK giữa các quần đảo Shetland và Faroe để vòng qua quần đảo Anh, và hoạt động tại vùng biển Bắc Đại Tây Dương về phía Tây Ireland (Khu vực Tiếp cận phía Tây). Nó không đánh chìm được mục tiêu nào, và kết thúc chuyến tuần tra tại cảng Lorient bên bờ Đại Tây Dương của Pháp đã bị Đức chiếm đóng vào ngày 24 tháng 12. Lorient trở thành căn cứ hoạt động chính của chiếc tàu ngầm cho đến khi nó bị mất.

### 1943

#### Chuyến tuần tra thứ sáu – Bị mất
U-128 xuất phát từ cảng Lorient vào ngày 6 tháng 4, 1943 cho chuyến tuần tra thứ sáu, cũng là chuyến cuối cùng, và di chuyển xuống phía Nam để hoạt động trong Đại Tây Dương ngoài khơi bờ biển phía Tây của lục địa Nam Mỹ. Vào ngày 17 tháng 5, ở vị trí về phía Nam Recife, Brazil, chiếc tàu ngầm trúng mìn sâu thả từ hai thủy phi cơ PBM Mariner thuộc Liên đội VP-70 Hải quân Hoa Kỳ, và bị hư hại đến mức phải trồi lên mặt nước. Nó tiếp tục chịu đựng hải pháo 5-inch từ các tàu khu trục USS Jouett và USS Moffett, và khi tình thế trở nên tuyệt vọng, U-128 tự đánh đắm tàu tại tọa độ 10°00′N 35°35′T / 10°N 35,583°T. Bảy thành viên thủy thủ đoàn của U-128 đã tử trận, nhưng 47 người khác sống sót được cứu vớt, và bị bắt làm tù binh chiến tranh.

### Tóm tắt chiến công
U-128 đã đánh chìm được mười hai tàu buôn với tổng tải trọng 83.639 GRT:
| Ngày              | Tên tàu               | Quốc tịch      | Tải trọng | Số phận      |
| ----------------- | --------------------- | -------------- | --------- | ------------ |
| 19 tháng 2, 1942  | Pan Massachusetts     | United States  | 8.202     | Bị đánh chìm |
| 22 tháng 2, 1942  | Cities Service Empire | United States  | 8.103     | Bị đánh chìm |
| 5 tháng 3, 1942   | O.A. Knudsen          | Norway         | 11.007    | Bị đánh chìm |
| 13 tháng 5, 1942  | Denpark               | United Kingdom | 3.491     | Bị đánh chìm |
| 8 tháng 6, 1942   | South Africa          | Norway         | 9.234     | Bị đánh chìm |
| 21 tháng 6, 1942  | West Ira              | United States  | 5.681     | Bị đánh chìm |
| 23 tháng 6, 1942  | Andrea Brøvig         | Norway         | 10.173    | Bị đánh chìm |
| 27 tháng 6, 1942  | Polybius              | United States  | 7.041     | Bị đánh chìm |
| 8 tháng 11, 1942  | Maloja                | Norway         | 6.400     | Bị đánh chìm |
| 10 tháng 11, 1942 | Cerinthus             | United Kingdom | 3.878     | Bị đánh chìm |
| 10 tháng 11, 1942 | Start Point           | United Kingdom | 5.293     | Bị đánh chìm |
| 5 tháng 12, 1942  | Teesbank              | United Kingdom | 5.136     | Bị đánh chìm |